# Orefice (cognome)
Orefice è un cognome di lingua italiana.

## Varianti
Orefici, Orifici.

## Origine e diffusione
Cognome tipicamente centro-meridionale, è presente prevalentemente nel napoletano.
Potrebbe derivare dal mestiere di orefice; presenta lo stesso etimo dei cognomi Aurelio e Doria.
La variante Orifici è siciliana.

## Persone
- Giacomo Orefice – compositore e pianista italiano
- Giorgio Orefice – pittore italiano
- Vittorio Orefice – giornalista italiano